# Махмуд II
Махму́д II (осман. محمود ثانى‎ / Mahmûd-u sânî, тур. İkinci Mahmut) (20 июля 1785, Константинополь — 1 июля 1839, Константинополь) — 30-й османский султан в 1808—1839. В 1820–1830-х годах заложил основы Танзимата, проведя ряд прогрессивных реформ, в том числе уничтожение янычарского корпуса, ликвидацию военно-ленной системы и другое. При нём обострились отношения Османской империи с Египтом, который фактически проводил независимую от султанского правительства политику.

## Биография
Махмуд был младшим сыном султана Абдул-Хамида I; матерью его была седьмая жена султана Накшидиль — черкешенка или грузинка по происхождению.
Махмуд был возведён на престол мятежом, произведённым рущукским пашой Алемдаром Мустафой-пашой Байрактаром, которого Махмуд немедленно назначил великим визирем. Махмуд начал своё царствование многочисленными казнями, в том числе казнью своего брата и предшественника Мустафы IV.
Политическая и военная слабость Османской империи указывала на необходимость реформы государства по европейскому образцу, как на единственное спасение, и Махмуд II задался целью продолжать политику Селима III, известную как «Низам-и Джедид».

### Борьба с янычарами
Самой важной из реформ, инициированных Махмудом II и Байрактаром, была военная. Поначалу независимые военачальники (как и наместники провинций) были приведены к повиновению, а обладавший чрезмерным влиянием корпус янычар подвергнут реорганизации и перевооружению новым огнестрельным оружием европейского образца. Однако против янычар сыграло их несоответствие новейшим методам ведения войны: во время русско-турецкой войны 1806—1812 и войны за независимость Греции (1821—1830) янычары показали свою полную военную несостоятельность, что позволило султану в 1826 году расформировать янычарский корпус, заменив янычар новым охранным корпусом — «Победоносной армией Мухаммеда». Это событие было описано официальным историографом султана Мехметом Эсадом-эфенди.
При этом в результате военной реформы в момент крайней нужды в войске, для окончания борьбы с Грецией и для очередной войны с Россией, у Османской империи не оказалось сколько-нибудь опытного войска, хотя бы и столь плохо дисциплинированного, как янычары. Поэтому Махмуд II занялся обустройством войска, пополняемого посредством более или менее правильных наборов, — для его организации он приглашал европейских инструкторов, среди которых был и Мольтке Старший.

### Войны
Правление Махмуда II наполнено междоусобными войнами, начиная с Османо-саудовской против ваххабитской династии, основавшей первое Саудовское государство — Дирийский эмират, осквернивший ряд мусульманских святынь, а также запретивший подданным османского султана посещать священные города Мекку и Медину. Военачальник Махмуда II Мухаммед Али паша Египетский вернул Мекку и Медину под власть Османов, а эмир Абдуллах ибн Сауд был схвачен, доставлен в Стамбул и казнён. 
Из дальнейших конфликтов Махмуда II важнейшими были борьба с янинским Али-Пашой в начале царствования и с Мухаммедом Али Египетским в конце. Он провёл две тяжёлые войны с Россией — в 1806—1812  (завершивший её Бухарестский договор отнимал у Османов зависимые территории Бессарабию и Молдавию) и в 1828—1829 (закончилась также невыгодным для Османской империи Адрианопольским миром).
В период его царствования Османская империя потеряла Грецию (в результате Греческой войны за независимость 1821—1829), признать независимость которой заставили вмешавшиеся на стороне революционеров европейские державы, а также де-факто Сербию, Молдавию и Валахию, которым по Адрианопольскому миру была гарантирована автономия. Фактически отпал и стал независимым от официального Стамбула и Египет. 
В Египте Османский наместник (вали) Мухаммед Али не только вышел из подчинения султану, но и задумал построить собственную империю, опираясь на модернизированную с французской помощью армию. Мухаммед Али присоединил к Египту юг Аравии, Сирию и значительную часть Анатолии, разбив в ходе войны 1831—1833 года османские войска под Коньей. Махмуда II от победоносного шествия египетских войск спасла лишь интервенция недавнего врага Осман — Российской империи (Босфорская экспедиция). В 1833 году был подписан Ункяр-Искелесийский договор между Российской и Османской империями, обязавший два государства приходить друг другу на помощь в случае войны какой-либо сторонней державы.

### Реформы
Хотя Махмуд II вошёл в историю как реформатор, сравниваемый с Петром Великим, султан смог полноценно заняться реформированием лишь избавившись от внутренней военной оппозиции и международных проблем — в последние шесть лет правления (1833—1839). Были проведены финансовая и административная (1836—1839) реформы, учреждены министерства западного типа и новое административное деление, в котором генерал-губернаторы лишались права содержать собственные войска, что должно было пресечь окраинный сепаратизм. С упразднением в 1834—1839 годах сипахской системы военных ленов (зеаметов) окончательно оформился тип крупного землевладельца, выступавшего в качестве фактического собственника земли, хотя формально эта земля оставалась частью государственных угодий. Хотя все эти реформы содействовали упорядочению государственного управления, форм земельной собственности и сопровождались усилением личной власти Османского падишаха, они мало способствовали прогрессу турецкого общества.
Махмуд II, отчасти под влиянием матери, пытался распространить в Османской империи светское образование — создать сеть военных училищ, общеобразовательных и технических школ (1826—1839) развить книгопечатание, создать литературу и журналистику. Во внутреннем управлении он стремился ввести администрацию из числа выпускников светских школ и училищ, уничтожить взяточничество, сделать подчинение пашей центральной власти действительным, а не фиктивным. Гражданские и уголовные законы империи носили на себе следы энергичной реформаторской деятельности Махмуда II. Даже ограничения на ввоз алкогольных напитков были при Махмуде II ослаблены. Однако его деятельность вызвала недовольство духовенства и чиновничества, а также не нашла поддержки в народе. На каждом шагу Махмуд встречал глухое, а нередко и открытое противодействие, переходившее в мятежи, — ему приходилось вступать в борьбу с предрассудками, обычаями, нравами даже при реформе национального костюма, когда одежда западного стиля стала обязательной для государственных служащих.
Даже главное его достижение — новая армия европейского типа (сегбан-и джедид) — оказалось бесполезным для отмщения Мухаммеду Али, когда 24 июня 1839 года в ходе второй турецко-египетской войны (1839—1841) сын Мухаммеда Али Ибрагим-паша выиграл решающую битву при Незибе, к юго-востоку от Газиантепа. Неделю спустя султан Махмуд II умер, оставив наследником сына Абдул-Меджида I. Капудан-паша вместе с имперским флотом перешёл на сторону египтян и отплыл в Александрию. Окончательного поражения турки избежали благодаря тому, что им на выручку снова пришли европейские державы. К тому моменту ещё Махмудом II в 1838 году были заключены торговые конвенции с Великобританией и Францией, предоставлявшие привилегии их подданным и гражданам для экономической деятельности в Османской империи и в результате превращавшие последнюю в полузависимый рынок сбыта европейской фабричной продукции. Во внутренней политике Абдул-Меджид I продолжил реформаторский курс отца, опубликовав знаменитый Гюльханейский хатт-и шериф, с которого традиционно ведётся отсчёт реформ Танзимата.

### Военные реформы
Султан Махмуд II провел множество военных реформ, наиболее важными из которых являются:
- Введение системы обязательного найма
- Направление офицеров в зарубежные командировки
- Набор офицеров из Пруссии для обучения войск
- Возобновление работы военно-морского училища и строительство казарм для военнослужащих ВМФ
- Учреждение Военно-морской школы для выдающихся студентов
- Создание корабля «Махмудие», который долгое время был самым большим кораблем в мире, так как управлялся более чем тысячей моряков и нес 128 пушек.
- Введение в состав османского флота кораблей с паровым двигателем.[8]

### Реформы в сфере образования
Султан Махмуд II внес много изменений в систему образования, создав начальные школы для изучения Священного Корана, основ арабского языка и турецкого письма; учредил средние школы для преподавания математики, географии и истории. Усовершенствовал языковую школу, которая была создана во время правления султана Мустафы IV для выпуска переводчиков.
Во время правления султана Махмуда II Османская империя отправила множество образовательных миссий в Париж и Лондон для изучения современных искусств и наук, где студентов сопровождал султанский посол, который писал отчеты об их академическом уровне.
Среди образовательных реформ — обновление библиотеки Махмудии в Медине.

## Семья
Жёны и наложницы
- Невфидан Кадын-эфенди (ум. 25 декабря 1855)
- Ашубиджан Кадын-эфенди (ум. 10 июля 1870[11])
- Безмиалем-султан (1808 — 2 мая 1853; брак заключён в 1822 году)
- Перестев Кадын-эфенди (апрель 1804 — 16 февраля 1866)
- Хюснимелек Кадын-эфенди (р. 1807)
- Пертевниял-султан (1810 — 5 февраля 1883)
- Фатьма Кадын-эфенди (ум. февраль 1809)
- Зернигар Кадын-эфенди (ум. 1832)
- Хаджие Хошьяр Кадын-эфенди
- Первизфелек Кадын-эфенди (ум. 21 сентября 1863)
- Лебризфелек Кадын-эфенди (ум. 13 февраля 1865)
- Нуртаб Кадын-эфенди (ум. январь 1886)
- Мислинаяб Кадын-эфенди
- Эбурефтар Кадын-эфенди
- Алидженаб Кадын-эфенди[12]
- Тирьял Кадын-эфенди
- Кериме Кадын-эфенди

Сыновья
- Шехзаде Баязид (27 марта — 25 июня 1812)
- Шехзаде Мурад (25 декабря 1812 — 14 июля 1813)
- Шехзаде Абдулхамит (28 января — 20 апреля 1825; мать Алидженаб Кадын-эфенди)
- Шехзаде Осман (апрель 1813 — 10 апреля 1814)
- Шехзаде Ахмед (25 июля 1814 — 16 июня)
- Шехзаде Мехмед (1814)
- Шехзаде Сулейман (22 ноября 1818 — 15 декабря 1819)
- Шехзаде Ахмед (30 августа — 1819)
- Шехзаде Ахмед (1819)
- Шехзаде Абдулла (р. и ум. 1820)
- Шехзаде Махмуд (18 февраля 1822 — 1829)
- Шехзаде Мехмед (18 февраля — 23 сентября 1822)
- Шехзаде Ахмед (6 июля 1822 — 9 апреля 1823)
- Абдул-Меджид I (23 апреля 1823 — 25 июня 1861; мать Безмиалем-султан)
- Шехзаде Ахмед (декабрь 1823 — 1823)
- Шехзаде Абдулхамит (18 февраля 1827 — 1829)
- Абдул-Азиз (9 сентября 1830 — 4 июня 1876; мать Пертевниял-султан)
- Шехзаде Низамеддин (6 декабря 1835 — февраль)
- Шехзаде Кемаледдин

Дочери
- Фатьма-султан (4 февраля — 5 августа 1809; мать Фатьма Кадын-эфенди)
- Айше-султан (6 августа 1809 — 1810)
- Фатьма-султан (19 апреля 1811 — 7 мая 1825)
- Салиха-султан (16 июня 1811 — 5 февраля 1843; мать Ашубиджан Кадын-эфенди) — 25 мая 1834 года вышла замуж за капудана Гюрджю Халиля Рыфата-пашу (ум. 3 марта 1856).
- Шах-султан (23 мая — ? 1812)
- Михримах-султан (10 июня 1812 — 12 июля 1838; мать Хаджие Хошьяр Кадын-эфенди) — 20 апреля 1836 года вышла замуж за капудана Бурсалы Мехмеда Саида-пашу (1805 — 1868), от которого родила сына Абдуллу (р. и ум. 3 июля 1838).
- Эмине-султан (1813 — 24 сентября 1816)
- Шах-султан (14 октября 1814 — 13 апреля 1817)
- Эмине-султан (7 января 1815 — 24 сентября 1816)
- Зейнеб-султан (ум. 1816)
- Хамиде-султан (17 июля — ? 1817)
- Хамиде-султан (4 июля 1818 — 15 февраля 1819)
- Атие-султан (11 февраля 1824 — 11 августа 1850; мать Первизфелек Кадын-эфенди) — 8 августа 1840 года вышла замуж за Радосызаде Ахмеда Фетхи-пашу (1801 — 19 марта 1854), от которого родила дочерей Сение и Фериде.
- Мюнире-султан (16 октября 1824 — 23 мая 1825)
- Хатидже-султан (6 сентября 1825 — 19 декабря 1842; мать Первизфелек Кадын-эфенди)
- Адиле-султан (30 мая 1826 — 12 февраля 1899; мать Зернигар Кадын-эфенди, приёмная мать Невфидан[13]) — 12 июня 1845 года вышла замуж за великого визиря Мехмеда Али-пашу (1813 — 26 июня 1868).
- Фатьма-султан (20 июля 1828 — 2 октября 1830)
- Хайрие-султан (23 января — ? 1831)
- Хайрие-султан (12 января 1832 — 15 февраля 1833)
- Эсма-султан

## Смерть
Махмуд II умер от туберкулёза лёгких и цирроза печени.
Прах Махмуда II покоится в последней семейной усыпальнице османских султанов — построенном для него мавзолее в Стамбуле.

## В культуре
- Махмуд II появляется в романе Александра Дюма-отца «Приключения Джона Дэвиса» (1840).
- Совместный российско-турецкий костюмированный многосерийный телевизионный художественный фильм «Султан моего сердца». Султана сыграл турецкий актёр Али Эрсан Дуру.